# Cortinarius iringa
Cortinarius iringa är en svampart som beskrevs av Soop 2003. Cortinarius iringa ingår i släktet Cortinarius och familjen spindlingar.   Inga underarter finns listade i Catalogue of Life.